# India op de Olympische Zomerspelen 2000
India nam deel aan de Olympische Zomerspelen 2000 in Sydney, Australië. Er werd 1 bronzen medaille gewonnen in het gewichtheffen.

## Medailleoverzicht
| Sport         | Olympiër          | Discipline | Medaille |
| ------------- | ----------------- | ---------- | -------- |
| Gewichtheffen | Karnam Malleswari | -69kg (v)  | Brons    |

## Deelnemers en resultaten

### Atletiek
| Olympiër                                                                  | Discipline       | Resultaat | Prestatie                                                                        |
| ------------------------------------------------------------------------- | ---------------- | --------- | -------------------------------------------------------------------------------- |
| Paramjit Singh                                                            | 400m (m)         | 49e       | serie 6: 6de in 46,64                                                            |
| Rajeev Bala Krishnan C. Thirugnana Durai Anil Kumar Prakash Anand Menezes | 4x100m (m)       | 35e       | serie 1: 7de in 40,23                                                            |
| Lijo David Thottan Purukottam Ramachandran Jata Shankar Paramjit Singh    | 4x400m (m)       | 25e       | serie 2: 4de in 3.08,38                                                          |
| Rai Sanjay Khumar                                                         | verspringen (m)  | DNF       | kwalificatie groep A: geen geldige poging                                        |
| Bahadur Singh Sagoo                                                       | kogelstoten (m)  | 27e       | kwalificatie groep B: 13de met 18,70m                                            |
| Shakti Singh                                                              | kogelstoten (m)  | 32e       | kwalificatie groep A: 17de met 18,40m                                            |
| Jagdish Bishnoi                                                           | speerwerpen (m)  | 30e       | kwalificatie groep A: 15de met 70,86m                                            |
|                                                                           |                  |           |                                                                                  |
| K. M. Beenamol                                                            | 400m (v)         | 15e       | serie 7: 1ste in 51,51 kwartfinale 3: 4de in 51,81 halve finale 2: 8ste in 52,04 |
| Saraswati Dey Rachita Mistry Vinita Tripathi Valdivel Jayalakshmi         | 4x100m (v)       | 23e       | serie 3: 6de in 45,20                                                            |
| Paramjeet Kaur Jincy Phillip K.M.Beena Mol Rosa Kutty                     | 4x400m (v)       | 15e       | serie 2: 5de in 3.31,46                                                          |
| Neelam Jaswant Singh                                                      | discuswerpen (v) | 26e       | kwalificatie groep A: 17de met 52,78m                                            |
| Gurmeet Kaur                                                              | speerwerpen (v)  | 32e       | kwalificatie groep A: 17de met 52,78m                                            |
| Soma Biswas                                                               | zevenkamp (v)    | 25e       | 5481 punten                                                                      |
| Pramila Ganapathy                                                         | zevenkamp (v)    | 24e       | 5548 punten                                                                      |

### Badminton
| Olympiër          | Discipline    | Resultaat | Prestatie |
| ----------------- | ------------- | --------- | --- |
| Pullela Gopichand | enkelspel (m) | 9e        | 1ste ronde: vrij 2de ronde: W van UKR Druzchenko: 2-1 (15-3, 10-15, 15-7) 3de ronde: V van INA Hendrawan: 0-2 (9-15, 4-15) |
|                   |               |           | |
| Aparna Popat      | enkelspel (v) | 33e       | 1ste ronde: V van GBR Morgan: 1-2 (11-5, 7-11, 2-11)                                                                       |

### Boksen
| Olympiër            | Discipline | Resultaat | Prestatie |
| ------------------- | ---------- | --------- | --- |
| Soubam Suresh Singh | -48kg (m)  | 17e       | 1ste ronde: V van KOR Kim: 5-9 |
| Dingko Singh        | -54kg (m)  | 9e        | 1ste ronde: V van UKR Danilchenko: 5-14                                                                                           |
| Jitender Kumar      | -75kg (m)  | 9e        | 1ste ronde: W van CAN Orr: scheidsrechterlijke beslissing 2de ronde: V van ROU Diaconu: 3-12                                      |
| Gurcharan Singh     | -81kg (m)  | 5e        | 1ste ronde: W van KOR Choi: 11-9 2de ronde: W van RSA Venter: scheidrechterlijke beslissing kwartfinale: V van UKR Fedchuk: 12-12 |

### Gewichtheffen
| Olympiër              | Discipline | Resultaat | Prestatie                                                    |
| --------------------- | ---------- | --------- | ------------------------------------------------------------ |
| Thandava Murthy Muthu | -56kg (m)  | 16e       | trekken: 15de met 110kg stoten: 16de met 135kg totaal: 245kg |
|                       |            |           |                                                              |
| Sanamacha Chanu       | -53kg (v)  | 6e        | trekken: 4de met 85kg stoten: 4de met 110kg totaal: 195kg    |
| Karnam Malleswari     | -69kg (v)  | Brons     | trekken: 2de met 110kg stoten: 4de met 130kg totaal: 240kg   |

### Hockey
| Olympiër | Discipline | Resultaat | Prestatie |
| --- | ---------- | --------- | --- |
| Jude Menezes Devesh Chauhan Dilip Tirkey Dinesh Nayak Lazarus Barla Baljit Singh Saini Sukhbir Singh Gill Mohammed Riaz Thirumal Valavan Ramandeep Singh Mukesh Kumar Dhanraj Pillay Baljit Singh Dhillon Sameer Dad Deepak Thakur Gagan Ajit Singh | mannen     | 7e        | groep B: 3de W van Argentinië: 3-0 G van Australië: 2-2 V van Zuid-Korea: 0-2 W van Spanje: 3-2 G van Polen: 1-1 5-8ste plek: V van Groot-Brittannië: 1-2 7-8ste plek: W van Argentinië: 3-1 |

| Groep B |            |             |             |             |             |            |            |            |        |
| #       | Land       | Wedstrijden | Wedstrijden | Wedstrijden | Wedstrijden | Doelpunten | Doelpunten | Doelpunten | Punten |
| #       | Land       | G           | W           | G           | V           | V          | T          | Saldo      | Punten |
| 1       | Australië  | 5           | 3           | 2           | 0           | 12         | 6          | +6         | 11     |
| 2       | Zuid-Korea | 5           | 2           | 2           | 1           | 9          | 7          | +2         | 8      |
| 3       | India      | 5           | 2           | 2           | 1           | 9          | 7          | +2         | 8      |
| 4       | Argentinië | 5           | 1           | 2           | 2           | 13         | 13         | +0         | 5      |
| 5       | Polen      | 5           | 1           | 2           | 2           | 12         | 14         | -2         | 5      |
| 6       | Spanje     | 5           | 0           | 2           | 3           | 7          | 15         | -8         | 2      |

| Ronde        | Datum  | Plaats           | Land | Score      | Land |
| ------------ | ------ | ---------------- | ---- | ---------- | ---- |
| Groepsfase   |        |                  |      |            |      |
| 17 september | Sydney | Argentinië       | 0-3  | India      |      |
| 19 september | Sydney | Australië        | 2-2  | India      |      |
| 21 september | Sydney | Zuid-Korea       | 2-0  | India      |      |
| 23 september | Sydney | Spanje           | 2-3  | India      |      |
| 25 september | Sydney | Polen            | 1-1  | India      |      |
| 5-8ste plek  |        |                  |      |            |      |
| 28 september | Sydney | Groot-Brittannië | 2-1  | India      |      |
| 7-8ste plek  |        |                  |      |            |      |
| 29 september | Sydney | India            | 3-1  | Argentinië |      |

### Judo
| Olympiër                  | Discipline | Resultaat | Prestatie                                              |
| ------------------------- | ---------- | --------- | ------------------------------------------------------ |
| Lourembam Brojeshori Devi | -52kg (v)  | 9e        | 1ste ronde: W van BIH Jaha 2de ronde: V van LIE Kaiser |

### Paardensport
| Olympiër   | Discipline  | Resultaat | Prestatie         |
| Eventing   | Eventing    | Eventing  | Eventing          |
| ---------- | ----------- | --------- | ----------------- |
| Kasam Khan | individueel | 23e       | 236,2 strafpunten |

### Roeien
| Olympiër                  | Discipline      | Resultaat | Prestatie                                            |
| ------------------------- | --------------- | --------- | ---------------------------------------------------- |
| Kasam Khan Inderpal Singh | twee-zonder (m) | 15e       | serie 1: 5de in 7.09,94 herkansingen: 6de in 7.16,10 |

### Schietsport
| Olympiër         | Discipline          | Resultaat | Prestatie                                                      |
| ---------------- | ------------------- | --------- | -------------------------------------------------------------- |
| Abhinav Bindra   | 10m luchtgeweer (m) | 11e       | kwalificatie: 11de met 590 punten                              |
| Anwer Sultan     | 10m luchtgeweer (m) | 26e       | kwalificatie: 26ste met 108 punten                             |
|                  |                     |           |                                                                |
| Anjali Vedpathak | 10m luchtgeweer (v) | 8e        | kwalificatie: 7de met 394 punten finale: 8ste met 493,1 punten |

### Tafeltennis
| Olympiër                        | Discipline     | Resultaat | Prestatie                                                              |
| ------------------------------- | -------------- | --------- | ---------------------------------------------------------------------- |
| Chetan Baboor                   | enkelspel (m)  | 33e       | groep C: 2de V van CZE Korbel: 1-3 W van NZL Jackson: 3-0              |
| Chetan Baboor Raman Subramanyan | dubbelspel (m) | 25e       | groep B: 3de V van NED Heister/Keen: 0-2 V van NGR Nosiru/Toriola: 1-2 |
|                                 |                |           |                                                                        |
| Poulomi Ghatak                  | enkelspel (v)  | 49e       | groep L: 3de V van BLR Pavlovich: 0-3 V van FRA Boileau: 0-3           |

### Tennis
| Olympiër                               | Discipline     | Resultaat | Prestatie                                                                                       |
| -------------------------------------- | -------------- | --------- | ----------------------------------------------------------------------------------------------- |
| Leander Paes                           | enkelspel (m)  | 33e       | 1ste ronde: V van SWE Tillstrom: 2-6, 4-6                                                       |
| Leander Paes Mahesh Bhupathi           | dubbelspel (m) | 17e       | 1ste ronde: W van ROU Pavel/Trifu: 6-3, 6-3 2de ronde: V van AUS Woodforde/Woodbridge: 3-6, 6-7 |
|                                        |                |           |                                                                                                 |
| Manisha Malhotra Nirupama Vaidyanathan | dubbelspel (v) | 33e       | 1ste ronde: V van AUS Dokic/Stubbs: 0-6, 0-6                                                    |

### Worstelen
| Olympiër        | Discipline     | Resultaat      | Prestatie                                                                        |
| Grieks-Romeins  | Grieks-Romeins | Grieks-Romeins | Grieks-Romeins                                                                   |
| --------------- | -------------- | -------------- | -------------------------------------------------------------------------------- |
| Gurbinder Singh | -63kg (m)      | 13e            | groep B: 3de V van CUB Marén: 0-8 W van ALG Djakrir: 3-0 V van KAZ Manukyan: 3-8 |

### Zwemmen
| Olympiër                     | Discipline          | Resultaat | Prestatie                |
| ---------------------------- | ------------------- | --------- | ------------------------ |
| Hakimuddin Shabbir Habibulla | 200m vrije slag (m) | 50e       | serie 1: 4de in 1.58,35  |
|                              |                     |           |                          |
| Nisha Millet                 | 200m vrije slag (v) | 37e       | serie 1: 1ste in 2.08,89 |

Albanië · Algerije · Amerikaanse Maagdeneilanden · Amerikaans-Samoa · Andorra · Angola · Antigua en Barbuda · Argentinië · Armenië · Aruba · Australië · Azerbeidzjan · Bahama's · Bahrein · Bangladesh · Barbados · België · Belize · Benin · Bermuda · Bhutan · Bolivia · Bosnië en Herzegovina · Botswana · Brazilië · Britse Maagdeneilanden · Brunei · Bulgarije · Burkina Faso · Burundi · Cambodja · Canada · Centraal-Afrikaanse Republiek · Chili · China · Chinees Taipei · Colombia · Comoren · Congo-Brazzaville · Congo-Kinshasa · Cookeilanden · Costa Rica · Cuba · Cyprus · Denemarken · Djibouti · Dominica · Dominicaanse Republiek · Duitsland · Ecuador · Egypte · El Salvador · Equatoriaal-Guinea · Eritrea · Estland · Ethiopië · Fiji · Filipijnen · Finland · Frankrijk · Gabon · Gambia · Georgië · Ghana · Grenada · Griekenland · Groot-Brittannië · Guam · Guatemala · Guinee · Guinee‑Bissau · Guyana · Haïti · Honduras · Hongarije · Hongkong · Ierland · IJsland · India · Indonesië · Irak · Iran · Israël · Italië · Ivoorkust · Jamaica · Japan · Jemen · Joegoslavië · Jordanië · Kaaimaneilanden · Kaapverdië · Kameroen · Kazachstan · Kenia · Kirgizië · Koeweit · Kroatië · Laos · Lesotho · Letland · Libanon · Liberia · Libië · Liechtenstein · Litouwen · Luxemburg · Macedonië · Madagaskar · Malawi · Malediven · Maleisië · Mali · Malta · Marokko · Mauritanië · Mauritius · Mexico · Micronesië · Moldavië · Monaco · Mongolië · Mozambique · Myanmar · Namibië · Nauru · Nederland · Nederlandse Antillen · Nepal · Nicaragua · Nieuw-Zeeland · Niger · Nigeria · Noord-Korea · Noorwegen · Oeganda · Oekraïne · Oezbekistan · Oman · Oostenrijk · Pakistan · Palau · Palestina · Panama · Papoea-Nieuw-Guinea · Paraguay · Peru · Polen · Portugal · Puerto Rico · Qatar · Roemenië · Rusland · Rwanda · Saint Kitts en Nevis · Saint Lucia · Saint Vincent en Grenadines · Salomonseilanden · Samoa · San Marino ·  Sao Tomé en Principe · Saoedi-Arabië · Senegal · Seychellen · Sierra Leone · Singapore · Slovenië · Slowakije · Soedan · Somalië · Spanje · Sri Lanka · Suriname · Swaziland · Syrië · Tadzjikistan · Tanzania · Thailand · Togo · Tonga · Trinidad en Tobago · Tsjaad · Tsjechië · Tunesië · Turkije · Turkmenistan · Uruguay · Vanuatu · Venezuela · Verenigde Arabische Emiraten · Verenigde Staten · Vietnam · Wit-Rusland · Zambia · Zimbabwe · Zuid-Afrika · Zuid-Korea · Zweden · Zwitserland · Individuele olympische atleten